# Rana ornativentris
Rana ornativentris, là một loài ếch trong họ Ranidae. Chúng là loài đặc hữu của Nhật Bản.
Các môi trường sống tự nhiên của chúng là các khu rừng khô nhiệt đới hoặc cận nhiệt đới, sông, đầm nước, đầm nước ngọt, đất canh tác, đất có tưới tiêu, và đất nông nghiệp có lụt theo mùa.

## Hình ảnh

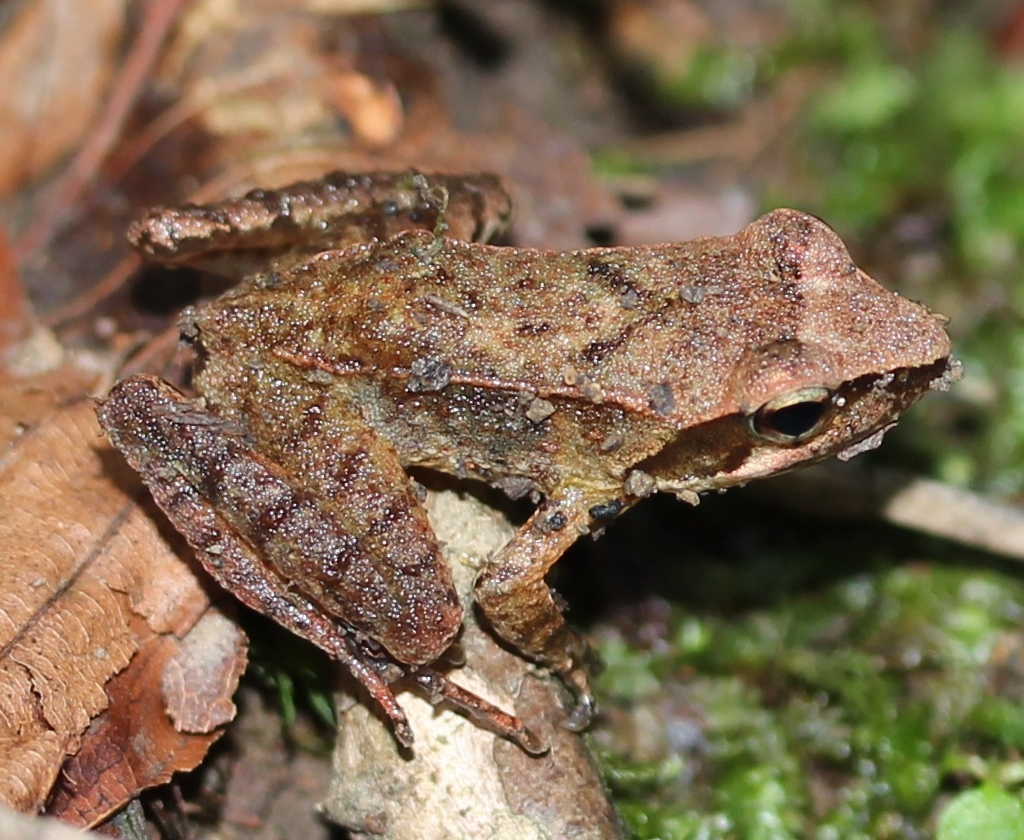
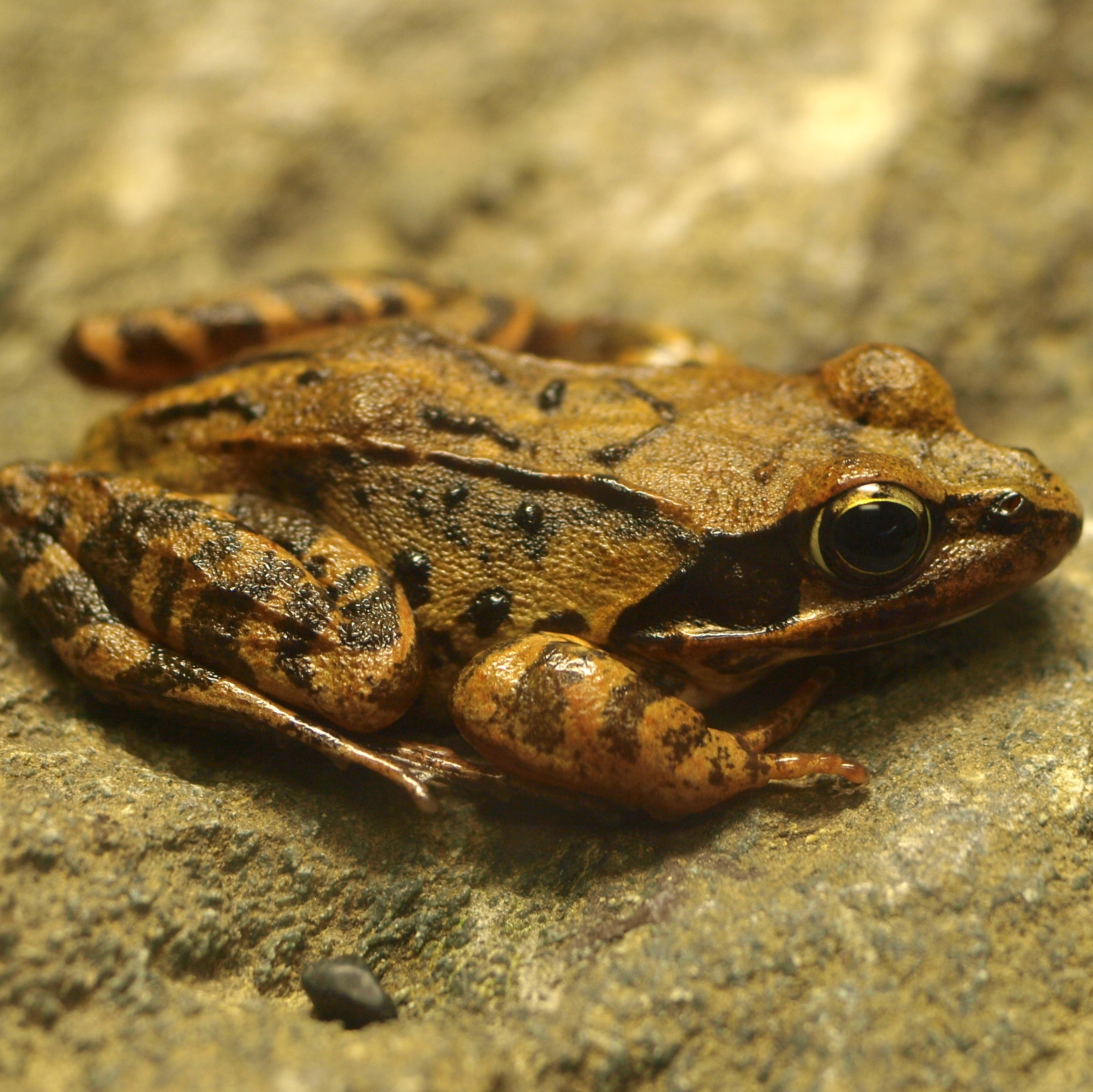
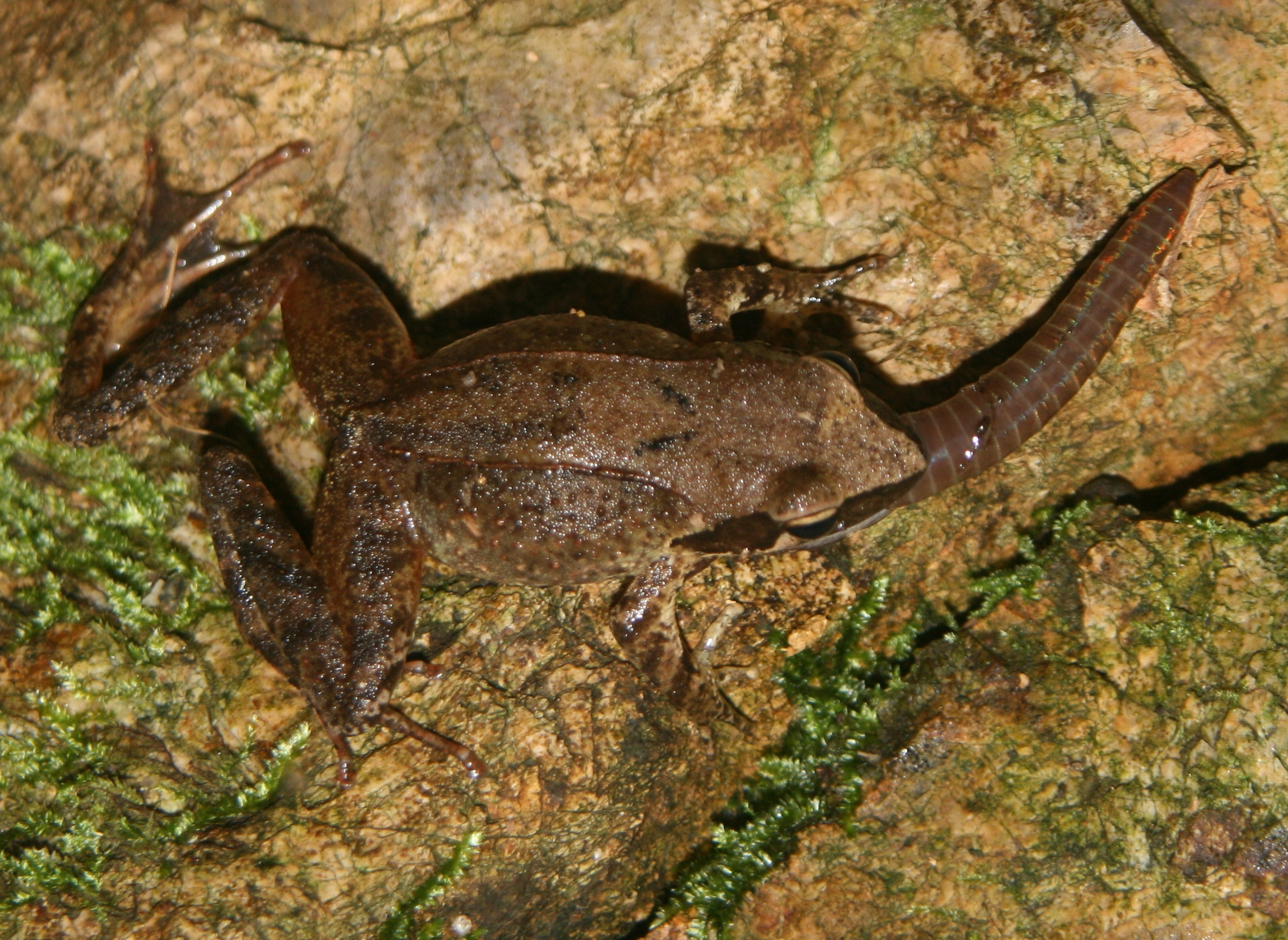